# 弗拉基米尔·库拉索夫
弗拉基米尔·瓦西里耶维奇·库拉索夫（俄语：Владимир Васильевич Курасов，1897年—1973年）是苏军大将，苏联英雄。 

## 生平
生于圣彼得堡一个职员家庭。八年制技校毕业后，进入工厂当工人。1915年征兵入伍，进入沙俄陆军。1916年从泰拉维的准尉学校毕业，分配到沙俄西方面军任排长。1917年底沙俄军队解散时是少尉。
1918年参加苏俄红军。苏俄内战期间任连长、水兵分队长，1919年参加了抗击尼古拉·尼古拉耶维奇·尤登尼奇进攻彼得格勒的战役。
1921年毕业于以尼·古·托尔马乔夫命名的军事师范学院。1921–1929年留校工作，历任高级军政训练班的教学示范连连长，奥拉宁鲍姆指挥训练班、第3届联合国际训练班、列宁格勒步兵学校的战术学教员。1928年加入联共（布）。1932年毕业于伏龙芝军事学院后，分配到白俄罗斯军区司令部工作。1935年任步兵第16军参谋长。1936–1938年是苏联总参谋部军事学院第一届学员，毕业后留校担任战术学高级教员。1940年进入苏军总参谋部作战部任处长、副部长，上校军衔。
苏德战争爆发后，1941年10月28日晋升少将军衔。1941年12月25日任西北方面军突击第4集团军参谋长。1942年1月22日部队转隶加里宁方面军。1942年1-2月的托罗佩茨-霍尔姆进攻战役中，集团军在司令员安德烈·伊万诺维奇·叶廖缅科指挥下不到1个月的时间里进攻纵深达300千米，创造了当时苏军纪录。1942年3月，升任集团军司令员，1942年5月21日晋升中将军衔。
1943年4月升任加里宁方面军参谋长，配合新任方面军司令员安德烈·伊万诺维奇·叶廖缅科的工作。1943年10月12日方面军改称波罗的海沿岸第一方面军。在1943年的斯摩棱斯克、涅韋爾, 戈罗多克等进攻战役的组织实施。1944年6月白俄罗斯战役中，方面军实施的維捷布斯克-奧爾沙进攻战役与波洛茨克进攻战役取得了辉煌胜利。1944年6月28日晋升为上将军衔。1944年秋季的波罗的海沿岸战役中，方面军在里加与梅梅爾方向取得胜利。
1945年1月柯尼斯堡战役期间，方面军攻克了被围困的梅梅爾。1945年2月24日，由于战线缩短，波罗的海沿岸第一方面军被撤销，部分部队改编为泽姆兰军队集群转隶白俄罗斯第三方面军，库拉索夫任集群参谋长。1945年4月，集群发动泽姆兰进攻战役,歼灭了最后残余固守的德军。
二战后，1945年任驻德苏联军事管理委员会参谋长、驻奥地利苏军中央集群副总司令，1946–1949年任苏军中央集群总司令。1948年11月11日晋升大将军衔。1949–1956任苏联总参谋部军事学院院长。1956年任苏军副总参谋长兼总参军事科学部部长。1961年再度任苏联总参谋部军事学院院长。1961-1967年兼任历史战争片《战争与和平》军事总顾问。1963年被评为教授。1963年任华约武装部队联合司令部领导成员。1965年苏德战争胜利20周年之际，荣获苏联英雄称号。1968年4月任苏联国防部总监组军事监察顾问。